# کی بود کی بود که پرسید؟
کی بود کی بود که پرسید؟ نام یک سرود تلویزیونی است که در دههٔ شصت خورشیدی از سیمای جمهوری اسلامی ایران پخش می‌شد.

## متن سرود
شعر کی بود که پرسید:
| کی بود کی بود که پرسید، تو دلهاتون چی دارید ؟       |  | محبت خدارو، کینهٔ دشمنارو ..              |
| کی بود کی بود که پرسید، تو چشماتون چی دارید ؟       |  | صدتا ستاره داریم، ابر بهاره داریم        |
| با چشمامون شهر رو چراغون می‌کنیم                     |  | دنیا رو ما ستاره بارون می‌کنیم            |
| کی بود کی بود که پرسید، رو لبهاتون چی دارید؟        |  | شکوفه‌های فریاد، شعار جنگ و جهاد          |
| شکوفه وا میشه روی لبهامون                           |  | پر از عطر شکوفه میشه دنیامون             |
| کی بود کی بود که پرسید، تو دلهاتون چی دارید         |  | محبت خدا رو، کینه دشمنا رو               |
| دلهای ما آئینه عشق خداست، امید پیروزی تو دلهای ماست |  | کی بود کی بود که خندید احوال ما رو پرسید |
| بیا که دوست مایی، هر کی و هر کجایی                  |  | بیا که دوست مایی، هر کی و هر کجایی       |